# Rudolf Naumann
Rudolf Naumann (Fichtenau, 18 luglio 1910 – Ludwigsburg, 24 maggio 1996) è stato un archeologo e storico dell'architettura tedesco.

## Biografia
Rudolf Naumann si laureò in architettura all'università tecnica di Berlino nel 1935 e fu allievo di Daniel Krencker. Compì studi e ricerche per conto dell'Istituto archeologico germanico e venne assegnato nel 1948 come ricercatore al dipartimento dell'istituto con sede a Istanbul.
Dal 1949 fu docente dell'università di Hannover, come professore di storia dell'architettura. Nel 1955 pubblicò il manuale Architektur Kleinasiens von ihren Anfängen bis zum Ende der hethitischen Zeit, in collaborazione con Friedrich Karl Dörner, Max von Oppenheim e Kurt Bittel.
Fu vice-direttore dell'Istituto archeologico germanico di Roma dal 1954 al 1960, e durante questo periodo ebbe modo di studiare gli insediamenti urbani antichi del centro e sud Italia: tra le campagne più significative, le prime indagini effettuate nella città etrusco-romana di Roselle in Etruria e gli scavi di Palinuro in Campania dal 1955 al 1958, in collaborazione con Friedrich Hiller.
Nel 1961 venne nominato direttore dell'Istituto archeologico germanico di Istanbul, rimanendovi in carica fino al 1975. In Turchia fu docente presso l'università di Istanbul e fondatore del dipartimento dell'Istituto archeologico germanico di Ankara, che ebbe però vita breve. Numerosi gli scavi portati da lui avanti nel territorio dell'Asia Minore, con le campagne di Ḫattuša, Aizanoi, Didima, Smirne (scavo dell'agorà); le ricerche svolte alla chiesa di Sant'Eufemia all'Ippodromo e alla moschea Bodrum (Myrelaion) di Istanbul; gli scavi effettuati sul Nemrut Dağı e, soprattutto, quelli a Takht-e Soleyman, in Iran.